# Blomsterpickare
Blomsterpickare (Dicaeidae) är en familj av ordningen tättingar. Familjen består av ett 50-tal arter i de två släktena Dicaeum och Prionochilus med utbredning i södra Asien och Sydostasien till Melanesien och Australien. Se dessa för en lista av arter.